# Catopyrops estrella
Catopyrops estrella är en fjärilsart som beskrevs av Waterhouse och Charles Lyell 1914. Catopyrops estrella ingår i släktet Catopyrops och familjen juvelvingar. Inga underarter finns listade i Catalogue of Life.